# بير الباشا
بير الباشا هي قرية تقع على بعد 15كم جنوب غرب مدينة جنين شمال الضفة الغربية. وفقًا للجهاز المركزي للإحصاء الفلسطيني، بلغ عدد سكان البلدة 1,307 نسمة في منتصف عام 2006 وحوالي 1,725 نسمة بحلول عام 2017.

## تاريخها
في أعقاب نكبة عام 1948، وبعد اتفاقيات الهدنة عام 1949، أصبحت بئر الباشا تحت الحكم الأردني. تقع بجوار الموقع الأثري تل دوثان.

### ما بعد عام 1967
منذ حرب الأيام الستة عام 1967، أصبحت القرية تحت الاحتلال الإسرائيلي، وبعد توقيع اتفاقية أوسلو مع السلطة الوطنية الفلسطينة، أصبحت المنطقة تابعة لها.

## عن القرية
بير الباشا هي بلدة زراعية، وتعتبر من القرى ذات الموقع المهم لوقوعها على الشارع الرئيسي بين مدينتي جنين ونابلس وتعتبر من أهم روافد الخضراوات في مدينة جنين. كما ينحدر  معظم سكانها من مدينة حيفا. 
يوجد فيها مدرستين واحدة للذكور وأخرى للإناث، ومركز خدمات صحية، وثلاثة مساجد.